# Zeuxidia sibulana
Zeuxidia sibulana är en fjärilsart som beskrevs av Eduard Honrath 1884. Zeuxidia sibulana ingår i släktet Zeuxidia och familjen praktfjärilar. Inga underarter finns listade i Catalogue of Life.